# Sharknado 4
Sharknado 4 (Originaltitel: Sharknado: The 4th Awakens) ist ein US-amerikanischer Fernseh-Horrorfilm aus dem Jahr 2016. Es ist nach Sharknado – Genug gesagt! (2013, dann jährlich einer), Sharknado 2 und Sharknado 3 der vierte Teil der Sharknado-Reihe. Er spielt fünf Jahre nach dem dritten Film. Wie schon bei den vorausgegangenen Filmen führte Anthony C. Ferrante abermals Regie. 2017 folgte Sharknado 5: Global Swarming. Sharknado 6: The Last One wurde 2018 veröffentlicht.
Produziert wurde Sharknado 4 von The Asylum und dem Sender Syfy, auf dem er am 31. Juli 2016 auch erstmals ausgestrahlt wurde. Hauptfiguren sind wieder Fin Shepard (Ian Ziering) und April Wexler-Shepard (Tara Reid), sowie aus den vorangegangenen Teilen bekannte Familienmitglieder. Neu kommen hinzu Fins Mutter Raye (Cheryl Tiegs), Aprils Vater Wilford (Gary Busey), Fins Cousine Gemini (Masiela Lusha) und Gabby (Imani Hakim), die Frau von Matt, der nach Teil 1 neu besetzt wurde. Fins und Aprils zum Ende des dritten Teils neugeborener Sohn Gilbert tritt ebenfalls als handelnde Figur auf. Abseits dieser Familienkonstellation übernimmt Tommy Davidson eine tragende Rolle als Aston Reynolds, Boss der fiktiven Firma Astro-X. Dieser Teil spielt im Prolog in Los Angeles, dann in diversen Orten der Staaten, unter anderem in Kansas und Chicago.

## Handlung
Seit den Ereignissen von Sharknado 3 sind fünf Jahre vergangen. Der Technikmogul Aston Reynolds und Boss der Firma Astro-X hat Astro-Pods entwickelt, Technik-Stationen, mit denen das Wetter stabilisiert und Sharknados verhindert werden können; zudem hat die Raumfahrtabteilung der Firma Colonel Gilbert Shepard vom Mond geholt und eröffnet nun in Las Vegas ein Themenhotel „Shark World“, umgeben von Haien in riesigen Wasserbecken. Fin Shepard lebt zusammen mit seiner Mutter und seinem Sohn Gilbert auf seiner Farm „April’s Acres“. Mit seiner Cousine Gemini fährt er nach Las Vegas, um seinen Sohn Matt während dessen Heimaturlaubs auf dem Dach eines Hotels zu treffen. Dieser befindet sich gerade über dem Treffpunkt in einem Flugzeug, von dem aus er gemeinsam mit Gabrielle, nachdem sie sich zuvor das Ja-Wort gegeben haben, einen Fallschirmsprung macht. Zeitgleich entwickelt sich in der Nähe ein Sandsturm, den die nahen Astro-Pods nicht auflösen können. Warum sie versagen, wird nicht sogleich klar. Der starke Staubsturm erschwert Matt und Gabby die Landung, erfasst die Haie aus Reynolds Hotel und flutet mit dem auslaufenden Wasser die Stadt. Die Gruppe kommt auf einem Piratenschiff zusammen, kurz bevor der „Sandnado“ Richtung Wüste abdreht.
Aston Reynolds steht unter Druck herauszufinden, wieso seine Technologie versagt hat, und kontaktiert aus diesem Grund Colonel Shepard, der für Astro-X arbeitet, assistiert von seiner Enkelin Claudia und Aprils Vater Wilford. Letzterer hat April, die von allen anderen für tot gehalten wird, als halber Cyborg wieder ins Leben gebracht und einem Training unterzogen. Fins Gruppe fährt in einem Zug nach Kansas. Der Sandsturm hat in der Wüste Gestein aufgenommen und ist so zu einem „Bouldernado“ geworden, hat den Hoover Dam zerstört, wodurch eine Flutwelle entsteht und zieht nun parallel zum Zug weiter. Ein Hai tötet den Zugführer, sodass Fin über die Dächer in die Führerkabine gelangen muss und die Notbremse zieht. Währenddessen hat Reynolds eine Sprengung am Grand Canyon veranlasst, die die Flut stoppt; Fin allerdings verweigert ihm, sein Sprachrohr für die Öffentlichkeit zu sein, dass alles gut werde.
Fins Gruppe kommt nach Texas, verfolgt vom „Bouldernado“, der dort zunächst in einem Ölfeld zum „Oilnado“, dann durch Entzündung zum „Feuernado“ und schließlich durch Zusammentreffen mit Stromleitungen zum „Lightningnado“ wird. Zugleich entstehen im Yellowstone National Park ein „Lavanado“ und an der Golden Gate Bridge ein „Hailnado“, die Aston mit verbesserter Technologie auflösen kann. April, deren Vater ihr vorgemacht hat, dass ihre Familie tot sei, erfährt, dass Fin noch lebt, und geht ihn suchen, wobei sie zunächst auf Claudia und Colonel Gilbert trifft. Gemeinsam konfrontieren sie Wilford mit ihrem Wissen, der wiederum Gilbert den fertig entwickelten Mech-Anzug von Astro-X präsentiert. Fins Gruppe kommt in Kansas auf seiner Farm an, wo seine Mutter und sein Sohn sich im Schutzbunker verstecken vor einem Tornado, der die Kühe der Farm einsaugt und zum „Cownado“ wird, und dann mit dem „Lightningnado“ verschmilzt. Gabriel wird von Haien erschlagen, das Farmhaus mitsamt den anderen im Nado fortgerissen, Fins Mutter Raye bleibt allein zurück. Das Farmhaus, aus dem April Fin und ihren Sohn Gil befreit, der sich ihr gegenüber aber noch verschließt, landet ausgerechnet auf der Bürgermeisterin von Chicago.
Während die gesamte Familie mit Aston Reynolds eine Lösung für den „Lightningnado“ sucht, zieht dieser in ein Atomkraftwerk und wird zum „Nuclearnado“. Um diesen wieder in einen Sharknado zu verwandeln, soll mit einer Quantenbox Kühlwasser aus den Niagarafällen in den Sturm getrieben werden. In einem Wingsuit springt Aston auf die Klippe, wo er eine Quantenbox aktiviert; allerdings reicht eine nicht aus und er fällt hinunter. Die Familie landet vor Ort, um es noch einmal zu versuchen. Während Fin im Mech-Anzug die zweite Quantenbox aktiviert, werden Colonel Gilbert, Claudia und Matt von verschiedenen Haien gefressen; Gemini stürzt die Fälle hinunter, ebenso der kleine Gilbert in einem Fass, der aber von April durch ihre Cyborg-Technologie gerettet wird. Auch Fin im Mech-Anzug wird von einem Hai verschluckt, einem Glied einer Kette von größeren Arten, an deren Ende ein Blauwal auf der Erde landet. Aus dessen Bauch hört Gilbert seinen Vater und klettert in den Wal, in dem er Hai für Hai aufschneidet und aus diesen nacheinander Claudia, Matt und Colonel Gilbert herausholt. Aus dem letzten schleifen sie den bewusstlosen Fin, den April mit einem aus zwei Haien gebastelten Defibrillator reanimiert. Außerdem zieht sich Gemini an den Klippen hoch, sodass die gesamte Familie gerettet ist und alles überstanden scheint. Eine Szene während des Abspanns zeigt, dass auch Aston überlebt hat.
Aber urplötzlich fällt den Geretteten aus dem Himmel der Eiffelturm vor die Füße, wodurch klar wird, dass Sharknados zu einem globalen Problem geworden sind. Auf diesem erscheint Nova, nachdem sich bereits im Verlauf des Films herauskristallisiert hat, dass sie Urlaub in Paris macht.

## Hintergrund

### Produktion
Die Produktion des vierten Teils der Filmreihe wurde unmittelbar nach der Premiere des dritten Teils bekanntgegeben. Der Verlauf des Films konnte von den Fans, die bereits zum ersten Teil eine hohe Kommentarfreudigkeit über Twitter zeigten, inhaltlich beeinflusst werden, indem sie, nachdem der Cliffhanger des dritten Teils einen möglichen Tod Aprils andeutete, mittels der Hashtags #AprilLives oder #AprilDies, über Aprils Schicksal entscheiden konnten. Der zweite Teaser verriet, dass sie lebt.

### Veröffentlichung
Der Film erfuhr seine Erstausstrahlung in den USA beim Sender Syfy am 31. Juli 2016, in Deutschland bei Syfy (Deutschland) am 4. August 2016. Offizielles Releasedatum für DVD und Blu-Ray war in Deutschland der 31. August 2016, herausgegeben vom Studio White Pearl Movies/daredo (Soulfood). Während die ersten drei Teile jeweils im deutschen Free-TV in der Sendung SchleFaZ in einer SchleFaZ-Fassung premierten, haben die Moderatoren der Sendung Oliver Kalkofe und Peter Rütten ursprünglich angekündigt, dass eine solche vom vierten Teil nicht produziert werden wird. Trotzdem fand die Free-TV-Premiere am 2. Dezember 2016 im SchleFaZ-Rahmen statt.

### Cameos und Filmzitate
Nachdem der erste Teil einen überraschenden Hype auslöste, waren bereits beide Nachfolger voll mit Cameos. Wie in diesen werden zum Effekt von Pseudo-Authentizität amerikanische Nachrichtensendungen gezeigt, die über die Nados berichten: So tritt etwa der Wettermann Al Roker zum dritten Mal auf. Demselben Effekt dient die Darstellung von Politik, so spielt hier Stacey Dash in der Rolle Sandra Mansfield die Bürgermeisterin Chicagos, während Gary Herbert, Gouverneur von Utah, als er selbst auf der Salt Lake Comic Con neben deren Gründer Dan Farr erscheint.
In Las Vegas kommen Persönlichkeiten der Stadt vor wie die Chippendales, von denen einer Fin fragt, ob er nicht einmal bei ihnen mitmachen wolle; Ian Ziering hat dies 2013 getan. „Mr. Las Vegas“ Wayne Newton singt hier den Song „Sharknado“ aus dem dritten Teil.
Regisseur Anthony C. Ferrante hat ebenfalls ein Cameo, die Sänger Jedward tauchen nach dem dritten Teil zum zweiten Mal auf. Aus Deutschland ist diesmal für eine Szene Sarah Knappik vertreten.
Die Rollen von Alexandra Paul und Gena Lee Nolin, die mit David Hasselhoff bei Baywatch zu sehen waren, spielen darauf in einem Gespräch mit seiner Rolle an.
Steve Guttenberg tritt nach dem dritten Teil erneut als Colton West, seine Rolle in Lavalantula – Angriff der Feuerspinnen, auf, in dem wiederum Fin Shepard ein Cameo hatte und wegen der Haie keine Zeit, ihm mit den Spinnen zu helfen. In Sharknado 4 ist Colton ein Freund von Fin; er liefert ihm ein Auto ab und berichtet von einer bewältigten Spinneninvasion. Das Auto ist Christine.
In Texas kommt Fins Gruppe in ein Kettensägengeschäft, wo der Dog arbeitet. Eine Mitarbeiterin ruft, eine Kettensäge gegen den Feuernado schwingend: „Das wäre nicht Texas ohne ein Kettensägenmassaker!“
Dass Fin in diesem Teil eine Farm in Kansas hat, die von einem Nado heimgesucht wird, führt zu mehreren Verweisen auf Der Zauberer von Oz. Der Weg dorthin wird durch einen Sturm zufällig gelb gepflastert. Das Farmhaus landet auf Chicagos Bürgermeisterin, deren Beine in schwarz-weißen Strümpfen und roten Schuhen noch herausschauen. In Chicago fragt Fins Sohn Gilbert: „Wir sind nicht mehr in Kansas, oder?“
Besonders viele Verweise finden sich auf das Star-Wars-Franchise, nachdem bereits im dritten Teil der Name fiel und es eine Laserschwert-Kettensäge gab. Der neue, 2015 erschienene Film Star Wars: Das Erwachen der Macht (Originaltitel: The Force Awakens) wird parodiert durch den Titel, das Filmposter und DVD-/Bluray-Cover; vor der Handlung des Films läuft vor Sternenhintergrund ein gelber Text nach hinten, der die Zwischenereignisse erzählt. Fin hat eine Kettensäge mit drei Klingen, wie es im neuen Film ein dreifaches Laserschwert gibt. April hat in ihrer Cyborg-Hand ein Laserschwert installiert und äußert, nachdem sie dies präsentiert, den berühmten Satz der Reihe: „Möge die Macht mit dir sein.“ Claudia verwechselt, als der Colonel ein Zitat aus Star Trek bringt, die beiden Franchises. Colonel Gilbert und der kleine Gilbert imitieren im Anflug auf die Niagarafälle die Musik aus Star Wars. Die Kettensäge, die der kleine Gilbert benutzt, um seine Familie aus den Haien zu befreien, zieht er aus einem Stein wie das Schwert Excalibur.

## Kritik
Die Tendenz bei Rotten Tomatoes ging dahin, dass Sharknado 4 den mit Albernheiten gepaarten Charme seiner Vorgänger nicht mehr aufweise, die Dialoge ungelenk und monoton seien und ihren Biss verloren hätten.
Björn Becher vom Online-Portal Filmstarts unterstützte die Meinung von Oliver Kalkofe und Peter Rütten, dass der Film zu Recht nicht mehr in der TV-Reihe SchleFaZ zu platzieren sei, da „die Filmemacher um Regisseur Anthony C. Ferrante das Label ‚Trash-Film‘ fast schon wie eine Monstranz vor sich“ hertragen würden. Weiter hieß es: „Während sie im direkten Vorgänger und vor allem in ‚Sharknado 2‘ noch sehr spielerisch mit der Idee des gewollt Schlechten umgingen und viel Selbstironie zeigten, nutzen sie ihren Status nun vor allem als Rechtfertigung für eine schlampige Cameo-Nummernrevue, in der nicht nur Dutzende amerikanischer ‚Promis‘, sondern auch It-Girls aus allen möglichen anderen Ländern (für Deutschland für wenige Sekunden […] ‚Dschungelcamp‘-Star Sarah ‚Dingens‘ Knappik) untergebracht werden. Daneben bleibt nur noch Platz für fast ebenso zahlreiche Produktplatzierungen, während die wenigen guten Einfälle gnadenlos untergehen.“
Auf Web.de hieß es: „Endlich. Endlich startet ‚Sharknado 4‘. […] Achtung: Anschnallen!“ „Lieblingsdisziplin“ des Films sei: „Finde die Anspielung“. Das Fazit lautete: „‚Sharknado 4‘ ist ein völlig überdrehtes, knallbuntes Kunstblut-Spektakel mit 80er-Jahre-Neon-Appeal und Special Effects, die dem Aussehen nach ein CGI-Praktikant am Windows-Vista-PC zusammengeschraubt hat. Aber genau so soll das schließlich sein.“
Jens Maier schrieb im Stern, dass der Plot von Sharknado „absurd“ klinge und „das [sei] er auch“. Die Filmreihe sei trotzdem ein Hit. Bezogen auf den 4. Film äußerte Maier: „Es wird schrecklich.“ Weiter führte der Kritiker aus: „Wie bereits in den ersten drei Teilen hat ‚Sharknado‘ außer blutrünstigen Tieren von oben nichts mit Die Vögel gemein: schlechte Schauspieler, plumpe Tricktechnik und ein hanebüchener Plot – das ist es, was die Fans der Hai-Serie so lieben.“